# پارک دریایی

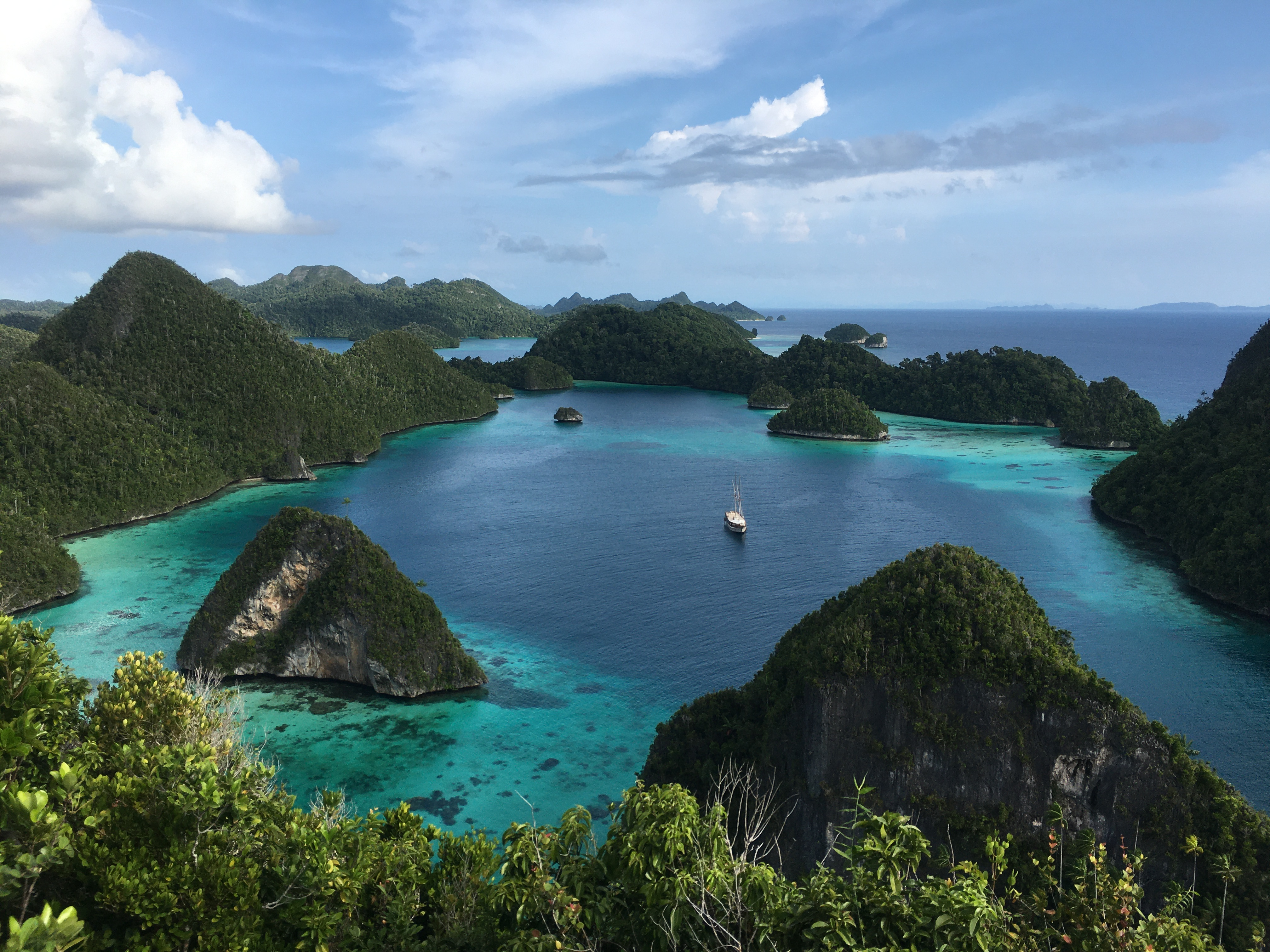
پارک دریایی راجا آمپات اندونزی

پارک دریایی (به انگلیسی: Marine park) یک پارک تعیین‌شده متشکل از ناحیه‌ای از دریا (یا دریاچه) است که برای دستیابی به پایداری بوم‌شناختی، افزایش آگاهی و درک موضوع زیستگاه دریایی، گسترش فعالیت‌های تفریحی دریایی و ارائه مزایا برای مردم بومی و جوامع ساحلی در نظر گرفته شده‌است. بیشتر پارک‌های دریایی توسط دولت‌های ملی مدیریت می‌شوند و مانند پارک‌های ملی «آبی» سازمان‌دهی می‌شوند، در حالی که مناطق حفاظت‌شده دریایی و ذخیره‌گاه‌های دریایی اغلب توسط یک نهاد زیرملی یا سازمان غیردولتی، مانند یک مقام مرتبط به حفاظت زیستگاه، مدیریت می‌شوند.